# Michal Macho
Michal Macho (17. ledna 1982 v Martině) je bývalý slovenský hokejový útočník.

## Hráčská kariéra
Odchovanec a rodák ze slovenského města Martin, debutoval v seniorském hokeji v průběhu ročníku 1999/2000 ve Slovenské nižší soutěži, ve kterém odehrál osm zápasů a zároveň si připsal první kanadské body. V následující sezóně MHC Martin postoupil do nejvyšší soutěže, stal se tak platným hráčem pro MHC Martin a od roku 2002 byl hráčem Slovanu Bratislava. Ještě jako junior byl v roce 2000 draftován týmem San Jose Sharks v 6. kole, celkově ze 183. místa. V NHL se neprosadil, v ročníku 2006/07 to zkoušel na jejich farmě ve Worcester Sharks, kvůli zranění stihl odehrát pouhých 27 zápasů. Po nevydařené misi v zámoří se po roce vrátil zpět do vlasti, v červenci 2007 podepsal dvouletou smlouvu s týmem HC Košice, v listopadu 2007 se s klubem dohodl na ukončení spolupráce a vrátil se do mateřského klubu MHC Martin.
Pro ročník 2009/10 posílil český celek BK Mladá Boleslav, se kterým uzavřel dvouletý kontrakt. Pro klub se stal kvalitní posilou, po Richardu Královi byl druhým nejproduktivnějším hráčem Boleslavi. Druhá sezona v Boleslavi se mu nevydařila, odehrál větší polovinu zápasů v základní části, ve kterých nasbíral pouhých deset bodů. Po vypršení smlouvy se vrátil zpět do Slovanu Bratislava, se kterým se stal mistrem ligy v ročníku 2002/03 a 2004/05. Ve Slovanu se zdržel pouhý jeden rok, i nadále postrádal bodovou produktivitu z předešlých sezon. Neobvyklou štaci si vybral v roce 2012, upsal se kazašskému týmu HK Saryarka Karaganda, který v té době působil ve Vyšší hokejová liga. S Karagandou docílili k týmových úspěchů, v první sezoně skončili až ve finále playoff, ve druhé sezoně již slavili titul. Ve druhém ročníku se stal lídrem týmového bodování a v celkovém ligovém skončil na pátém místě. Poslední sezonu ve své kariéře nastartoval v Buranu Voroněž (VHL) ale ke konci sezony se vrátil do klubu, kde s hokejem začínal v MHC Martin.

## Ocenění a úspěchy
- 2014 VHL - Útočník měsíce prosince 2013

## Prvenství
- Debut v ČHL - 9. září 2009 (BK Mladá Boleslav proti Bílí Tygři Liberec)
- První asistence v ČHL - 13. září 2009 (BK Mladá Boleslav proti HC Oceláři Třinec)
- První gól v ČHL - 2. října 2009 (BK Mladá Boleslav proti HC Kometa Brno brankáři Jiřímu Trvajovi)

## Klubové statistiky
| Sezóna         | Klub                  | Soutěž         |     | Základní část | Základní část | Základní část | Základní část | Základní část |   | Play off | Play off | Play off | Play off | Play off |
| Sezóna         | Klub                  | Soutěž         | Z   | G             | A             | B             | TM            | Z             | G | A        | B        | TM       |          |          |
| 1999/2000      | MHC Martin            | 1.SHL          | 8   | 1             | 5             | 6             | 4             | —             | — | —        | —        | —        |          |          |
| 2000/2001      | MHC Martin            | SHL            | 37  | 5             | 10            | 15            | 12            | 3             | 1 | 1        | 2        | 2        |          |          |
| 2001/2002      | MHC Martin            | SHL            | 40  | 12            | 8             | 20            | 20            | —             | — | —        | —        | —        |          |          |
| 2002/2003      | HC Slovan Bratislava  | SHL            | 51  | 5             | 4             | 9             | 26            | 2             | 1 | 0        | 1        | 0        |          |          |
| 2003/2004      | HC Slovan Bratislava  | SHL            | 33  | 7             | 7             | 14            | 14            | 12            | 5 | 3        | 8        | 26       |          |          |
| 2004/2005      | HC Slovan Bratislava  | SHL            | 44  | 8             | 20            | 28            | 14            | 12            | 0 | 0        | 0        | 2        |          |          |
| 2005/2006      | HC Slovan Bratislava  | SHL            | 48  | 10            | 5             | 15            | 10            | 4             | 0 | 0        | 0        | 0        |          |          |
| 2006/2007      | Worcester Sharks      | AHL            | 27  | 1             | 6             | 7             | 10            | —             | — | —        | —        | —        |          |          |
| 2007/2008      | HC Kosice             | SHL            | 12  | 0             | 2             | 2             | 4             | —             | — | —        | —        | —        |          |          |
| 2007/2008      | HK Trebišov           | 1.SHL          | 1   | 0             | 2             | 2             | 2             | —             | — | —        | —        | —        |          |          |
| 2007/2008      | MHC Martin            | SHL            | 34  | 15            | 18            | 33            | 36            | 7             | 0 | 4        | 4        | 2        |          |          |
| 2007/2008      | MHK Dolný Kubín       | 1.SHL          | 1   | 0             | 2             | 2             | 0             | —             | — | —        | —        | —        |          |          |
| 2008/2009      | MHC Martin            | SHL            | 51  | 17            | 39            | 56            | 26            | 5             | 1 | 2        | 3        | 8        |          |          |
| 2009/2010      | BK Mladá Boleslav     | ČHL            | 50  | 14            | 19            | 33            | 26            | —             | — | —        | —        | —        |          |          |
| 2010/2011      | BK Mladá Boleslav     | ČHL            | 31  | 5             | 5             | 10            | 8             | —             | — | —        | —        | —        |          |          |
| 2011/2012      | HC Slovan Bratislava  | SHL            | 33  | 3             | 8             | 11            | 12            | —             | — | —        | —        | —        |          |          |
| 2012/2013      | HK Saryarka Karaganda | VHL            | 46  | 9             | 7             | 16            | 10            | 19            | 2 | 6        | 8        | 8        |          |          |
| 2013/2014      | HK Saryarka Karaganda | VHL            | 50  | 17            | 20            | 37            | 20            | 19            | 4 | 9        | 13       | 10       |          |          |
| 2014/2015      | Buran Voroněž         | VHL            | 19  | 2             | 4             | 6             | 4             | —             | — | —        | —        | —        |          |          |
| 2014/2015      | MHC Martin            | SHL            | 3   | 0             | 0             | 0             | 0             | 4             | 0 | 2        | 2        | 8        |          |          |
| Celkem v 1.SHL | Celkem v 1.SHL        | Celkem v 1.SHL | 10  | 1             | 9             | 10            | 6             | —             | — | —        | —        | —        |          |          |
| Celkem v SHL   | Celkem v SHL          | Celkem v SHL   | 386 | 82            | 121           | 203           | 174           | 32            | 1 | 8        | 9        | 20       |          |          |
| Celkem v AHL   | Celkem v AHL          | Celkem v AHL   | 27  | 1             | 6             | 7             | 10            | —             | — | —        | —        | —        |          |          |
| Celkem v ČHL   | Celkem v ČHL          | Celkem v ČHL   | 81  | 19            | 24            | 43            | 34            | 14            | 0 | 7        | 7        | 31       |          |          |
| Celkem ve VHL  | Celkem ve VHL         | Celkem ve VHL  | 115 | 28            | 31            | 59            | 34            | 38            | 6 | 15       | 21       | 18       |          |          |

## Reprezentace
| Rok                       | Tým                       | Soutěž                    | Z  | G | A | B | TM |
| ------------------------- | ------------------------- | ------------------------- | -- | - | - | - | -- |
| 2000                      | Slovensko 18              | MS-18                     | 4  | 1 | 0 | 1 | 2  |
| 2002                      | Slovensko 20              | MSJ                       | 7  | 0 | 2 | 2 | 6  |
| 2009                      | Slovensko                 | MS                        | 1  | 0 | 0 | 0 | 0  |
| 2010                      | Slovensko                 | MS                        | 6  | 0 | 0 | 0 | 0  |
| Juniorská kariéra celkově | Juniorská kariéra celkově | Juniorská kariéra celkově | 11 | 1 | 2 | 3 | 8  |
| Seniorská kariéra celkově | Seniorská kariéra celkově | Seniorská kariéra celkově | 7  | 0 | 0 | 0 | 0  |